# Macropygia
Macropygia é um género de ave da família Columbidae.
Este género contém as seguintes espécies:
- Pombo-cuco-de-bico-delgado (Macropygia amboinensis)
- Pombo-cuco-corado (Macropygia emiliana)
- Pombo-cuco-mackinlay (Macropygia mackinlayi)
- Pombo-cuco-pardo (Macropygia magna)
- Pombo-cuco-de-bico-preto (Macropygia nigrirostris)
- Pombo-cuco-marrom (Macropygia phasianella)
- Pombo-cuco-pequeno (Macropygia ruficeps)
- Pombo-cuco-adamão (Macropygia rufipennis)
- Pombo-cuco-filipino (Macropygia tenuirostris)
- Pombo-cuco-listrado (Macropygia unchall)